# Nis Nissen
Nis Nissen (døbt 3. marts 1771 i Hillerup Kirke ved Ribe, død 29. juli 1848) var en dansk godsejer og legatstifter.
Han var født 1771 (døbt 3. marts) i Hillerup ved Ribe, hvor hans fader, Peder Nissen, var en velhavende bonde og studehandler; moderen hed Bodil f. Hillerup. Peder Nissen kunne i 1777 købe hovedgården Voldbjerg ved Ringkøbing, som han i 1784 ombyttede med Spøttrup i Salling. Sønnen Nis gik i Ribe Latinskole, men da faderen døde i 1788, blev han kaldt hjem for at bistå moderen med gårdens drift. I 1799 overtog han selv gården og udbetalte sine fire søskende deres arv, hvorved han korn i en betydelig gæld, som endnu trykkede ham mange år efter. Men ved sin store dygtighed som landmand forenet med sparsommelighed og tarvelighed lykkedes det ham efterhånden at erhverve sig en betydelig formue. Som sædvanlig på de større gårde i Vestjylland lagde han især vægt på studeopdrætning, og i den henseende gjorde han Spøttrup til en mønstergård, hvis eksempel bidrog meget til at fremme landbruget i hele Salling. Derimod havde han ingen veneration for middelalderborgen Spøttrups kulturarvsværdier.
Da han ikke efterlod sig livsarvinger, kunne han anvende sin formue til en storstilet velgørenhed. Ved
testamente af 19. april 1845 bestemte han, at hans midler skulle deles i 50 lige store lodder. Af disse blev de 30 tildelte forskellige pårørende af ham og hans anden hustru, 10 lodder bestemtes til et legat for latinskolerne i Ribe, Viborg, Aalborg, Randers og Aarhus, og de øvrige 10 fordeltes til andre formål. Da boet var opgjort, fik hver af de 50 lodder en størrelse af 6582 rigsbankdaler og 72 mark. Legatet til de 5 skoler, som således beløb sig til over 130.000 kr. (1900-kroner), er det største legat, der nogen sinde er skænket til skolevæsenet i Danmark.
Nis Nissen døde 29. juli 1848. Han havde 1803 ægtet Karen Stadil fra Ullerup på Mors (død 10. maj
1824) og 13. maj 1825 Ane Dorthea Hagensen. I 2. ægteskab fik han syv børn, men de døde alle som små. Han er begravet på Rødding Kirkegård.